# Plegafulles de Bolívia
El plegafulles de Bolívia (Syndactyla striata) és una espècie d'ocell de la família dels furnàrids (Furnariidae) que antany era ubicat al gènere Simoxenops.

## Hàbitat i distribució
Habita boscos als turons andins de l'oest i centre de Bolívia.